# Nannolene personifer
Nannolene personifer är en mångfotingart som beskrevs av Chamberlin 1941. Nannolene personifer ingår i släktet Nannolene och familjen Cambalidae. Inga underarter finns listade i Catalogue of Life.